# Acapella
Cet article possède un paronyme, voir A cappella (homonymie).
 (juillet 2017).
Si vous disposez d'ouvrages ou d'articles de référence ou si vous connaissez des sites web de qualité traitant du thème abordé ici, merci de compléter l'article en donnant les références utiles à sa vérifiabilité et en les liant à la section « Notes et références ».
Acapella est le nom d'une série de cinq trimarans construits entre 1978 et 1982. Parmi eux on peut citer Olympus Photo sur lequel Mike Birch a gagné la première Route du Rhum en 1978.

## Description
Il s'agit de trimarans de 35 pieds. Ils ont été dessinés par l'architecte Walter Greene.

## Cinq bateaux
| Nom              | Année de construction | Premier propriétaire  | Statut                                                          | Photo |
| ---------------- | --------------------- | --------------------- | --------------------------------------------------------------- | ----- |
| Olympus Photo    | 1978                  | Mike Birch            | Bateau naufragé et disparu en 1980                              |       |
| Friends & Lovers | 1979                  | Phil Stegall          | En 2015, propriété de Jean Paul Froc, sous le nom de Bilfot.    |       |
| Acapella         | 1980                  | Spencer Mertz         | En 2015, propriété de Charlie Capelle, sous le nom de A Capella |       |
| Friends          | 1980                  | Joan et Walter Greene | En 2015, propriété de Loïck Peyron, sous le nom d'Happy         |       |
| Humdinger        | 1982                  | Young                 | En 2015, Humdinger.                                             |       |

## Sources
- Golden Oldies Multihull